# Sida cambuiensis
Sida cambuiensis är en malvaväxtart som beskrevs av H.C. Monteiro Filho. Sida cambuiensis ingår i släktet sammetsmalvor, och familjen malvaväxter. Inga underarter finns listade i Catalogue of Life.